# Jonas Udjus Frorud
Jonas Udjus Frorud (* 25. November 1992) ist ein ehemaliger norwegischer Skilangläufer.

## Werdegang
Frorud nahm von 2012 bis 2017 am Scandinavian Cup teil und gab dabei im Dezember 2012 in Sjusjøen sein Debüt, bei dem er über 15 km Freistil Rang 74 und im Sprint Platz 62 belegte. Seine erste Punkteplatzierung erreichte er im Januar 2014 mit Rang 29 über 15 km Freistil in Piteå. Im Januar 2016 wurde Frorud gemeinsam mit Simen Hegstad Krüger und Hans Christer Holund in Tromsø Norwegischer Meister mit der Staffel. Im folgenden Jahr errang er bei den norwegischen Meisterschaften in Gålå den dritten Platz im 50-km-Massenstartrennen. Er nahm an kein Rennen im Skilanglauf-Weltcup teil.

## Persönliches
Frorud ist der jüngere Bruder von Espen Udjus Frorud, der ebenfalls Skilangläufer ist.